# 霍赫費爾德湖

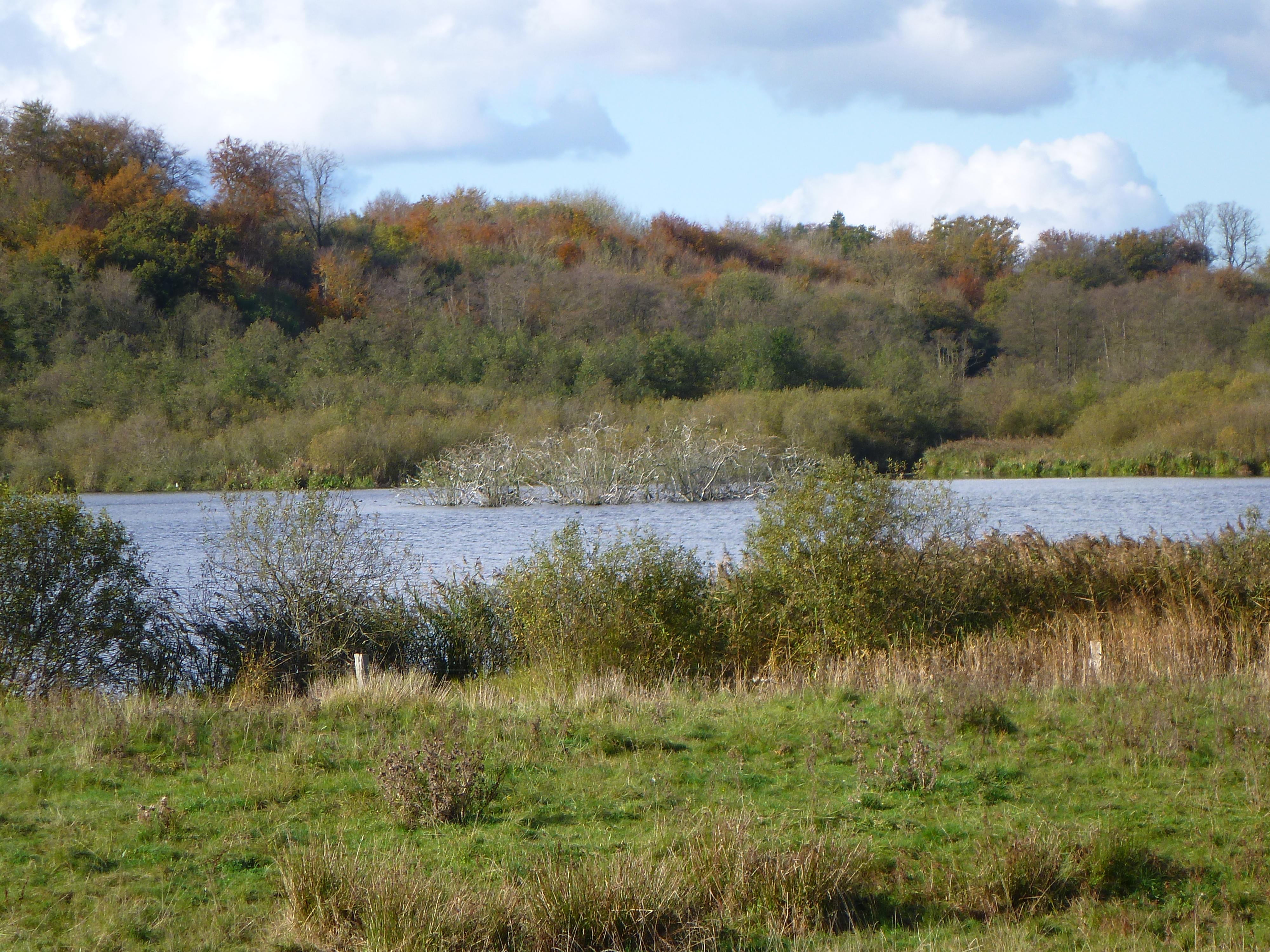

54°11′32″N 10°8′40″E / 54.19222°N 10.14444°E
霍赫費爾德湖（德語：Hochfelder See），是德國的湖泊，位於該國北部石勒蘇益格-荷爾斯泰因州，由普倫縣負責管轄，面積0.13平方公里，平均水深1.1米，最大水深1.6米，水體容量13.9萬立方米，湖岸線長度1.5公里。